# Wave Technology
株式会社Wave Technology（ウェーブ・テクノロジ）は、兵庫県川西市に本社を置く電子機器関連設計・開発を行う会社。

## 沿革
- 1984年（昭和59年）- 三菱電機系列のミヨシ電子（株）など関連会社8社が設計専門会社として兵庫県川西市に「株式会社ケーディーエル」設立。
- 2005年（平成17年）- 「株式会社Wave Technology」に社名変更。
- 2008年（平成20年）- 経済産業省中小企業庁の「平成20年度中小企業・ベンチャー挑戦支援事業のうち実用化研究開発事業(補助金)」[1]に同社の研究開発テーマが採択される。
- 2009年（平成21年）- ISO14001認証取得。
- 2012年（平成24年）- ISO9001認証取得。[2]
- 2014年（平成26年）- 東京都新宿区に「東京デザインセンター」開設。
- 2014年（平成26年）- 伊丹労働基準協会より安全衛生成績優良事業場賞を受ける。
- 2016年（平成28年）- プレスリリース：「EMI対策」雑音端子電圧ノイズ成分を切り分ける検証サービス開始。
- 2016年（平成28年）- 「東京デザインセンター」を東京都新宿区から品川区に移設。
- 2018年（平成30年）- プロ設計者養成プロジェクト「テクノシェルパ」サービス開始。
- 2018年（平成30年）- 東京デザインセンターを「東京事業所」と改称し、東京都品川区から国分寺市へ移設。

## 歴代社長
- 創業者　前川裕佑[3]
- 2代目社長（1987-1993）牧田孝次郎
- 3代目社長（1993-2001）樫本裕三
- 4代目社長（2001-2003）菅井英介
- 5代目社長（2003-2007）西谷和雄
- 6代目社長（2007-2014）園田琢二
- 7代目社長（2014-2016）前川泰久
- 8代目社長（2016-2021）石川高英
- 9代目社長（2021-       ）中野博文

## 所在地
- 本社　兵庫県川西市久代3-13-21
- 東京事業所　東京都国分寺市西恋ヶ窪2-2-5　西国分寺JRT3ビル 3F

## 関係会社
- ミヨシ電子株式会社
- MEC.i株式会社
- 株式会社シナジーテクニカ